# Веденяпино (село, Пачелмский район)
Веденяпино (Никольское) — село Пачелмского района Пензенской области, входит в состав Белынского сельсовета.

## География
Расположено у истоков реки Вороны в 15 км к юго-востоку от Пачелмы и в 95-100 км к западу от Пензы.

## История
Основано помещиком в составе Верхнеломовского уезда. Название восходит к фамилии верхнеломовского дворянина Фаддея Анисимовича Веденяпина. В 1685 году за ним здесь 36 дворов крестьян. В 1795—180 дворов, показано за графом Андреем Петровичем Шуваловым. В 1877 — в составе Титовской волости Нижнеломовского уезда, 164 двора, церковь, базар по воскресеньям.

## Население
| 1762  | 1795  | 1864  | 1877  | 1897 | 1911 | 1926 |
| ----- | ----- | ----- | ----- | ---- | ---- | ---- |
| 1056  | ↗1163 | ↘1016 | ↗1028 | ↘808 | ↗867 | ↗973 |
| 1930  | 1939  | 1959  | 1979  | 1989 | 1996 | 2002 |
| ↗1157 | ↘660  | ↘433  | ↘244  | ↘180 | ↗185 | ↘142 |
| 2010  |       |       |       |      |      |      |
| ↘99   |       |       |       |      |      |      |

## Транспорт
Неподалеку от села — железнодорожный разъезд «Воденяпино» (Куйбышевская железная дорога).
Нефтепроводы «Дружба» и «Уфа — Западное направление».

## Достопримечательности
- Памятник землякам, участвующим в Великой Отечественной войне
- Памятный камень
- Памятник деревянному храму во имя Св. и Чудотворца Николая

## Храм
В селе находится деревянный однопрестольный Храм во имя святителя и чудотворца Николая. Построен в 1867 г., освящён 6 декабря того же года. Трапезная в 1910 г. распространена и в ней 7 ноября того же года освящён теплый придел во имя Казанской иконы Божией Матери.